# ایزابلای پرتغال
ایزابلای پرتغال (انگلیسی: Isabella of Portugal; ۲۴ اکتبر ۱۵۰۳ – ۱ مهٔ ۱۵۳۹) یک سیاست‌مدار اهل پرتغال بود. او شاهدخت پرتغالی بود که با کارل پنجم، امپراتوری مقدس روم و پادشاه اسپانیا ازدواج کرد.